# Lepturges symmetricus
Lepturges symmetricus es una especie de escarabajo longicornio del género Lepturges, categorizada en la tribu Acanthocinini, de la subfamilia Lamiinae. Fue descrita por Haldeman en 1847.

## Descripción
Mide 6-9,3 mm de longitud.

## Distribución
Se distribuye por Canadá y Estados Unidos.